# Giovanni Collino
Giovanni Collino (né le 15 juin 1954 à Pontebba) est un homme politique italien. 

## Biographie
Giovanni Collino est un ancien député européen italien, déchu en 2011 par l'Office électoral italien. Membre du parti du peuple de la liberté, il fait partie du groupe du Parti populaire européen. Il est membre de la commission des budgets.